# Taurinya
Taurinya (em catalão:  Taurinyà) é uma comuna francesa na região administrativa da Occitânia, no departamento dos Pirenéus Orientais. Estende-se por uma área de 14.50 km², e possui 334 habitantes, segundo o censo de 2018, com uma densidade de 23 hab/km².